# Louis Strebler
Louis Bernard Strebler (2 de febrero de 1881 - 31 de diciembre de 1962) fue un luchador estadounidense que compitió en los Juegos Olímpicos de San Luis 1904.
Él nació en San Luis, Misuri. Como estudiante asistió a la escuela de St. Peter and Paul’s School en Saint Louis, donde comenzó la lucha libre. Los eventos olímpicos 1904 de lucha libre también se duplicó como campeonatos de Estados Unidos, que se llevaron a cabo por la UCA durante muchos años. Strebler representaba el South Broadway Athletic Club de St. Louis. En los Juegos Olímpicos compitió tanto en la clase 125 libras, en la que ganó la medalla de bronce, y la clase 135 libras, en la que fue sin colocar.Ese mismo año, ganó la medalla de bronce en la categoría de peso gallo (peso 125 lb). y perdió ante Theodore McLear en los cuartos de final de la categoría de peso pluma. Sin embargo,quedó detrás de sus compañeros Isidor Niflot y August Wester. Hubo siete participantes en la categoría de peso, todos de los EE. UU..
Él nunca compitió en cualquier otro campeonato nacional en la lucha libre. Después de los Juegos Olímpicos, Strebler decidió convertirse en un boxeador profesional y comenzó a entrenar con ese fin.
Murió en 1962.